# ديفيد بي. أدلر
ديفيد بي. أدلر (بالدنماركية: David Baruch Adler)‏ هو قاضي دنماركي، ولد في 16 مايو 1826 في كوبنهاغن في الدنمارك، وتوفي في 4 ديسمبر 1878.